# Acetaldehydsyndrom
Das Acetaldehydsyndrom, seltener auch Coprinus-Syndrom, Disulfiram-Syndrom oder Antabus-Syndrom genannt, beschreibt das Auftreten eines Krankheitsbildes einer akuten Intoxikation (Vergiftung) nach Einnahme von oder Kontakt mit gewissen Substanzen.
Unabhängig davon tritt ein Acetaldehydsyndrom, das bei Betroffenen zu einer verlangsamten Verstoffwechselung von Acetaldehyd führt, nach alleinigem Alkoholkonsum verstärkt bei Menschen asiatischer Abstammung auf, da diese häufiger einen genetischen Polymorphismus der Aldehyddehydrogenase (ALDH-2 Defekt) aufweisen als Menschen europäischer Abstammung.

## Auslöser
Mehrere Substanzen können ein Acetaldehydsyndrom aufrufen:
- Medikamente folgender Kategorien:
  - Antibiotika, darunter
    - Cephalosporine, die eine seitliche Methylthiotetrazol-Kette aufweisen,[1] wie z. B. Cefamandol, Cefotetan, Cefoperazon, Cefmenoxim, Moxalactam
    - Nitrofurane, wie Nitrofurantoin und Furazolidin
    - Malariamittel, wie Quinacrin
    - gegen anaerobe Keime wirksame Imidazole, wie Metronidazol (laut einiger Quellen Korrelation zum Syndrom zweifelhaft,[2][3]) und Tinidazol
    - andere Antibiotika, wie Chloramphenicol und Cotrimoxazol
    - Antimykotika: Griseofulvin

  - Antidiabetika der Gattung der Sulfonylharnstoffen, wie Tolbutamid, Chlorpropamid, Glyburid, Glipizid, Tolazamid, Acetohexamid
  - Disulfiram (ehemaliger Handelsname Antabus), beide namensgebend für das Syndrom. Es ist ein Mittel, das früher zur Abgewöhnung von Alkohol eingesetzt wurde
- Pestizide, wie Carbamate und Sulfiram
- Vasodilatoren, der Gattung der Nitrate, wie Nitroglycerin und Isosorbitdinitrat[4]
- Einige Speisepilze (insbesondere der Falten-Tintling) enthalten die Substanz Coprin, die zusammen mit Alkohol das Beschwerdebild auftreten lässt.

- Durch die gleichzeitige Aufnahme von Kalkstickstoff und Alkohol kann das Syndrom auftreten und führt bereits bei geringen Mengen von einigen Milligramm zu einer Alkoholintoleranz.[5]

## Ursache
Blockierung der Aldehyddehydrogenase (ALDH-1 & -2) mit resultierender Hemmung der Oxidation des beim Alkoholabbau entstehenden Acetaldehyds zu Essigsäure, toxisch gesteigerte Bildung von Hydroxylradikalen.

## Symptome
Minuten nach dem Genuss von auch wenigen Millilitern Alkohol kommt es zu einem Hitzegefühl und einer starken Rötung im Bereich des Gesichtes, des Halses, des Nackens und der Brust (Flush). Bei schweren Fällen kann sich diese Rötung auf den ganzen Körper ausbreiten. Ein typischer Symptomkomplex besteht aus einem metallischen Geschmack, einem Prickeln bis Jucken sowie Kältegefühl in Armen und Beinen, Herzklopfen und Tachykardie (Herzrasen), Anstieg oder Abfall des Blutdruckes. Weitere Zeichen können Kopfschmerzen, Schweißausbrüche, Übelkeit und Erbrechen, Durchfall, Angstgefühl, Schwindel, Zittern, Krämpfe, Überreizbarkeit, seltener auch Herzrhythmusstörungen, Engegefühl bis zur Angina Pectoris, Dyspnoe, Ataxie, kollaptische Zustände und Koma sein. In den meisten Fällen bilden sich die Symptome nach drei bis sechs Stunden wieder zurück.

## Therapie
Da die Symptomatik nur kurz anhält, ist bei leichteren Verläufen in der Regel keine ärztliche Behandlung notwendig. Falls erforderlich, besteht die Therapie aus unterstützenden Maßnahmen zur Linderung der einzelnen Symptome. Eine kausale Therapie gibt es nicht. Jeder Patient bekommt 1 Gramm medizinische Kohle pro Kilogramm Körpergewicht. Falls erforderlich ist der Patient zu sedieren. Der Konsum von Alkohol aller Art sollte bis zu mindestens fünf Tage nach Kontakt zur auslösenden Substanz unterbleiben. Eine klinische Überwachung sollte vorgenommen werden.